# هندریکسون پلنتر
هندریکسون پلنتر (هلندی: Hendrikus Plenter؛ ۲۳ ژوئن ۱۹۱۳ – ۱۲ مه ۱۹۹۷) بازیکن فوتبال اهل هلند بود.